# Musée national Zayed
Le musée national Zayed, en arabe : متحف زايد الوطني, est un musée en construction situé à Abou Dabi aux Émirats arabes unis. Il est conçu par Foster + Partners, adjacent au Louvre Abou Dabi. Le British Museum a participé à la création du musée.